# 东突厥斯坦民族觉醒运动
东突厥斯坦民族运动（英文：East Turkistan National Movement，简称ETNM，維吾爾語：شەرقىي تۈركىستان مىللىي ھەرىكىتى‎ ）又称东突厥斯坦民族觉醒运动（英文：East Turkistan National Awakening Movement，缩写：ETNAM，維吾爾語：شەرقىي تۈركىستان مىللىي ئويغۇنۇش ھەرىكىتى‎ ）是一个非营利性維吾爾人组织，該組織於2017年6月在美國华盛顿哥伦比亚特区成立。
該組織主張，东突厥斯坦民族运动并非只讓维吾尔族參與，整個东突厥斯坦的突厥民族（哈薩克族、中国柯尔克孜族、乌孜别克族、鞑靼人）都應該參與進來。 该组织主张“结束中华人民共和国對东突厥斯坦的殖民和占领，并积极争取恢复东突厥斯坦的独立。” 
东突厥斯坦民族觉醒运动与東突厥斯坦共和國流亡政府合署辦公。

## 活动
該組織自成立以来，多次组织示威活动，呼吁东突厥斯坦独立 ，并游说美国国会议员颁布法案，帮助新疆的维吾尔族和其他突厥民族。  2018年12月20日，在中国占领东突厥斯坦（新疆和平解放）69周年之際，该组织發起遊行，他們從白宮 出發，一直遊行至美国国务院，並呼吁美国政府“承认东突厥斯坦发生了种族灭绝”（新疆種族滅絕指控），并呼吁联合国“根据防止及惩治灭绝种族罪公约采取行动，制止新疆正在發生的大屠杀”。 
2020年7月6日， 东突厥斯坦民族运动和东突厥斯坦流亡政府向国际刑事法院狀告中國官員，他們要求国际刑事法院调查中国官员犯下的种族灭绝罪和其他危害人类罪並起訴這些官員。 这份长达80页的起訴书中列出了30多名中国高级官员的名字，其中就包括中国共产党中央委员会总书记习近平，东突厥斯坦民族运动认为他们应对這些罪行负责。 